# Балкански савез
Балкански савез (Балканска лига), основан 1912. године, представљао је групу држава удружених у савезнике, уочи Балканских ратова. Чланице Балканског савеза биле су Србија, Црна Гора, Бугарска и Грчка. Идејни творац Балканског савеза био је српски председник владе и министар спољних послова Милован Миловановић. Оснивање Балканског савеза било је од посебног значаја за Србију, којој је претила опасност од северног суседа — Аустроугарске монархије.
Циљеви савеза у Првом балканском рату, били су ослобађање преосталих делова Балкана од османске власти и сузбијање интереса Аустроугарске и Немачке за експанзију према истоку. У Другом балканском рату, савезници су се удружили против Бугарске, која је прва и без објаве рата напала Србију код Брегалнице.

## Покушај стварања Балканског савеза од стране кнеза Михаила Обреновића
Главни помагач Михаилове националистичке спољне политике био је Илија Гарашанин. Он је 1862. године основао „Српски одбор“ за националну пропаганду. Организовање балканских хришћана један је од корака који је требало обавити пре рата. Влада је одржавала везе са бугарским револуционарем Раковским. У унутрашњости земље формиран је добровољачки корпус од 3000 бораца јужнословенских земаља. Од 1862. године ради се на пропаганди и у Македонији где српска влада помаже цркве и школе. Година 1866. најважнија је у Михаиловој активности на стварању Балканског савеза. Он преговара са албанским првацима. Значајно је склапање савеза са Црном Гором чиме су изглађени лоши односи који трају од почетка Михаилове владавине. Никола Петровић је био спреман да се одрекне престола ако кнез Михаило поведе рат за ослобођење и уједињење српства. Обе кнежевине су се 1866. године обавезале на припремање рата против Турака. Исте године долази до зближавања српске владе са хрватским политичарем Штросмајером. Хрватски политичари прихватили су могућност да се Босна и Херцеговина припоји Србији. Српска влада преко православних калуђера води националну пропаганду у Босни и Херцеговини где настоји да на своју страну придобије неке бегове. Следеће, 1867. године, долази до споразума између бугарских емиграната и српске владе који предвиђа стварање заједничке српско-бугарске државе у форми конфедерације. Исте године закључен је споразум са Грчком којим су се обе чланице обавезале да уђу у рат против Турске уколико једна од уговорних држава буде нападнута. Преговори се воде и са Румунима о конфедерацији (1866).
Балкански савез почео се распадати након Михаилове смрти. Из њега је прва иступила Црна Гора, знајући да тако мала држава неће моћи наметнути своју превласт у уједињеној српској држави. Књаз Никола говорио је да Михаиловом смрћу престаје важност уговора из 1866. године. Односи између две државе постају лоши од 1868. године. Црногорски врхови изјавили су да неће допустити да Херцеговина без борбе припадне Србији. Исте године долази до прекида дипломатских односа између Грчке и Турске. Намесништво се у овом сукобу држало по страни, па је Грчка стекла утисак да Балкански савез неће користити њеној спољној политици. У претходној деценији поремећени су односи између Срба и Бугара због великобугарске националне политике и македонског питања. Постојао је и црквени спор; намесничка влада протестовала против бугарског захтева да се њеној независној држави припоје епархије изван бугарске националне територије. Порта је прихватила бугарске захтеве 1870. године, али српска православна црква није прихватила овај Портин акт. И након Михаилове погибије, односи са Хрватском се развијају, нарочито са Хрватском народном странком, односно бискупом Штросмајером. Намесништво је затекло лоше односе са Хрватском. Разлог је био тај што је Михаило 1867. године прекршио споразум кога је Гарашанин склопио са Штросмајером тако што је српски кнез августа исте године отпустио Гарашанина и потписао са Андрашијем споразум на Иванки. Намесништво је најпре хтело да се споразуме са Аустроугарском, што није ишло лако због отпора Руса. Односи са Хрватском добри су током читаве владавине Намесништва, али се Штросмајер повлачи из политике 1873. године када добри односи престају.

## Источно питање 1911. године
Болесник на Босфору је у годинама које су претходиле Балканским ратовима проживљавало тешку кризу. Било је јасно да су му дани одбројани. За разлику од Аустро-Угарске, која је за Србију била прејак противник, Турци су се могли протерати са Балкана. Ранија искуства показала су да појединачно решење балканског питања није могуће. Ниједна од балканских држава није била довољно јака да сама реши турско питање, већ је био потребан споразум који би истовремено спречио велике силе да се умешају у догађаје на полуострву. Акција балканског приближавања отпочела је када је минула опасност од анексионе кризе. Иницијатор покретања преговора била је Србија. Два непосредна циља за српску спољну политику била су: везати Русију за политику балканског споразума и придобити балканске државе, пре свега Бугарску, на савез. Избор Русије за савезницу био је природан јер се она противила спуштању Хабзбуршке монархије на Балкан и водила традиционалну антитурску политику. Русија се залагала за савез балканских држава како би паралисала утицај Немачке и Аустро-Угарске. Цариградски амбасадор долазио је на помисао да чак и Турска уђе у такав савез. Бугарска је својим средишњим положајем на Балкану била пресудни чинилац у обликовању нове политичке карте. Такође, била је и војнички најснажнија балканска држава (називана „Пруском Балкана“). Највећа препрека формирању Балканског савеза било је македонско питање, а спорно је било и питање Албаније.

## Преговори
Тешкоћу у српско-бугарским преговорима чинили су руски санстефански планови. Међутим, услед колебљивог држања бугарског владара Фердинанда који се час ослањао на Русију, час на Аустро-Угарску, поверење руске владе у Бугарску је умањено. Руски посланик у Београду, Никола Хартвиг, прихватио је српско гледиште у решењу балканских питања. Приликом посете краља Петра, Николе Пашића и Милована Миловановића Петрограду 1910. године, руски министар Извољски по први пут је признао да је Санстефанским мировним споразумом учињена неправда Србији. Русија је тако званично напустила санстефанске тежње. Другу спољнополитичку потешкоћу чинило је албанско питање. Србија би запоседањем Албаније добила излаз на море. Управо зато се Аустро-Угарска противила српском заузећу Албаније, а на њеној страни била је и Италија. Они су заступали стварање независне државе која би се простирала до Вардара, обухватала Стару Србију и део битољског вилајета.
Иницијатива за покретање преговора дошла је од српске владе. Србија је, после Русије, прва признала независност Бугарске 1909. године. Немири у Цариграду подстакли су српску владу да у Софију пошаље прве предлоге о закључењу савеза. Фердинанд је вагао корист од таквог удруживања. На прве понуде није одговарао. Следеће, 1910. године, Крићанин Елефтериос Венизелос дошао је на власт у Грчкој и покренуо активнију балканску политику. Године 1911. избија Италијанско-турски рат за поседе у Либији. Рат је до темеља уздрмао слабу Турску, што је подстакло бугарску владу да одговори на српске понуде. Октобра 1911. године Ризов, бугарски изасланик, доноси бугарске предлоге у Београд. О македонском питању постојала су два могућа решења: да се оно решава одмах, или по завршетку рата. Обе стране тежиле су да што више захвате за себе.
У првим разговорима утврђен је опсег спорне зоне (од Шар-планине на западу до Родопа на истоку) која је требало да буде поверена арбитражи руског цара. Фердинанд је одбио нацрт, те је председник бугарске владе Иван Гешов отишао на састанак са председником српске владе Милованом Миловановићем. Због страха од Аустро-Угарске, састанак је одржан у строгој тајности, 11. октобра 1911. године, у железничком вагону од Београда до Лапова. Постигнут је споразум у погледу склапања војног споразума, док се није залазило у македонско питање. Преговори су настављени у Софији, а потом у Паризу, где су обе стране начиниле уступке. Никола Пашић на челу Радикалне странке оштро се супротставио Миловановићевом предлогу да се Бугарима уступи лева обала Вардара. Миловановић је имао подршку у Драгутину Димитријевићу Апису и организацији „Уједињење или смрт“. Они су проширење Србије видели у северној Албанији, у етнички туђем простору, што је и омогућило споразум са Бугарском. Тако је српско-бугарски уговор потписан 13. марта 1912. године и састојао се из јавног (одбрамбени уговор) и тајног дела (офанзива против Турске). Србији је припала неспорна зона северно и западно од Шар-планине, а Бугарима источно од Родопа и реке Струме.
Други део балканских преговора чине српско-црногорски и бугарско-грчки преговори. Грци су имали проблема на Криту на коме је јануара 1912. године образована револуционарна влада. Опасност од рата са Турском сада је била већа. Италијанско бомбардовање Дарданела (18. април) и запоседање Додеканеза и Родоса убрзали су преговоре, те је бугарско-грчки споразум склопљен 29. маја. Преговори између Србије и Црне Горе вођени су на Цетињу, а завршени су у Луцерну (Швајцарска) 27. септембра потписивањем савеза.
Балкански савез представљао је јак војни и политички потенцијал. Европска штампа називала га је седмом силом. Он је спречавао мешање великих сила у балканска питања. Испуњена је мисао кнеза Михаила који је на стварању савеза радио још шездесетих година 19. века. Русија и Аустро-Угарска су се договориле да неће допустити промену постојећег територијалног стања на Балкану. Упркос томе, Црна Гора је 9. октобра објавила рат Турској, 17. октобра Србија и Бугарска, а 18. Грчка.

## Први балкански рат
Укупна снага Балканског савеза износила је нешто мање од 600.000 људи и била је надмоћна над турском. Дејства су се одвијала на три фронта: Бугари су кроз Тракију кренули ка Цариграду, Грци према Македонији и Епиру, а Срби према Санџаку, Албанији и Македонији. Врховни командант српске војске био је бивши министар војни Радомир Путник. Српска војска подељена је у три армије: првом је командовао Петар Бојовић. Била је то најбројнија армија која се кретала ка Скопљу. Другу је предводио Степа Степановић и дејствовала је у правцу Ћустендила. Трећа армија, под Божом Јанковићем, ратовала је према Косову. Прва српска армија односи победу на Куманову (23–24. октобар) након чега улази у Скопље. Трећа армија ослободила је Призрен 30. октобра и Ђаковицу 4. новембра. Ибарска војска ушла је у Нови Пазар и спојила се са црногорским трупама. Црногорци су опсели Скадар, Бугари Једрене, Грци Јањину и Солун, кога освајају 8. новембра. Српска и грчка војска спојиле су се код Флорине. Балканске армије су за месец дана сломиле вековну турску превласт над Балканом. Турска је већ 4. новембра затражила посредовање великих сила.
Улазак српских трупа у Драч 29. новембра значио је нову фазу у развоју аустријско-српског сукоба. Албански великаши су дан пре тога на састанку у Валони одлучили да оснују нову државу. Аустро-Угарска их је у томе подржала како би сузбила српске и италијанске тежње на овом делу Балкана. Због тога је почела прикупљати снаге на својој граници. Због албанског питања састала се конференција великих сила. Децембра 1912. године састале су се у Лондону две конференције: конференција шест великих сила и конференција зараћених страна. Већ на првом састанку конференције великих сила (којом је председавао Греј) донета је одлука о стварању независне Албаније. Србија је добила право посредног приступа мору изградњом пруге до Драча преко албанске територије. На конференцији је потписано примирје (није га потписала једино Грчка која је захтевала предају Јањине). Услед новог преврата у Цариграду (јануар 1913) настављен је рат 3. фебруара. Главни спољнополитички проблем било је Скадарско питање. Овај град опселе су удружене српско-црногорске војске. Аустро-Угарска га је по сваку цену хтела задржати за Албанију, нудећи Србији Ђаковицу. Због тога је извршила поморску блокаду Скадра. Србија повлачи своју војску под притиском Русије, али Никола наставља опсаду и осваја град 24. априла. Ипак, под јаким притиском сила, почетком маја морао је предати Скадар Албанији.
Грци заузимају Јањину, а Бугари Једрене (уз помоћ српских трупа). Турска моли за преговоре. Они су окончани Лондонским споразумом од 30. маја 1913. године. Турска је њиме изгубила целокупну балканску територију. Остао јој је Цариград и територија до линије Енос-Мидија. Крит се ујединио са Грчком, а судбина Албаније и Егејских острва остављена је на решење силама. Србија је испунила један од два ратна циља, продор у вардарску Македонију, док је продор у Албанију пропао. Успостављена је, међутим, граница са Црном Гором. Српска влада је фебруара 1913. године наговестила бугарској влади да је потребно изменити неке клаузуле споразума јер Бугарска није испунила своју обавезу да Србији притекне у помоћ са 200.000 војника, а Срби су помогли бугарску опсаду Једрена мада за то нису били дужни. Како више није било турске опасности, балканске владе окрећу се једна против друге.

## Распад савеза
Три балканске државе (Србија, Грчка, Румунија) окрећу се против Бугарске. Румунска влада изјавила је да неће седети скрштених руку у случају међусавезничког рата. Сукоби Грчке и Бугарске одвијали су се још током Првог балканског рата (окршаји код Кавале и Нигрите). Две државе спориле су се око Солуна који је након рата припао Бугарској. Србија и Грчка су 1. јуна закључиле споразум о савезништву. Интервенција Русије да стиша сукобе није успела. Сазонов је позвао сву четворицу министра на састанак у Солуну. Гешов је, међутим, смењен са места председника владе, те је договор пропао. У таквој ситуацији је у Београд стигла вест да су бугарске трупе извршиле препад на српске положаје на Брегалници (29–30. јун). У бици на Брегалници Бугари су претрпели тежак пораз, након чега у рат улазе Црна Гора, Румунија и Турска. Турци заузимају део Тракије до Једрена. Румуни освајају Добруџу, а Грци наносе пораз Бугарима код Кукуша. Бугарска влада морала је положити оружје и затражити примирје (20. јул). Преговори о миру вођени су у Букурешту. По жељи Русије, Струмица је уступљена Бугарској. Букурешки мир потписан је 10. августа. Србија је добила Вардарску Македонију, а Грчка Егејску Македонију, Румунија Добруџу, а Турска Једрене. Бугарској је остављена Пиринска Македонија. 
Србија и Грчка су из Другог балканског рата изашле са великим добицима, док је Бугарска изгубила готово све што је добила у претходном рату. Србија је током два балканска рата увећала своју територију за 32.000 km² и милион и по становника. Грчка је готово удвостручила своје становништво.